# Klaus Schmitt
Klaus Schmitt (* 1955 in Korschenbroich) ist ein abstrakter deutscher Künstler, Bildhauer, Maler und Grafiker. Er wurde insbesondere durch seine ungegenständlichen  überschneidenden Linienbilder bekannt.

## Ausbildung
Klaus Schmitt legte 1973 sein Abitur im Mönchengladbach ab. Er studierte nach dem Abitur von 1973 bis 1976 an der RWTH Aachen katholische Theologie, Erziehungswissenschaften und darüber hinaus Kunst bei Joachim Bandau. Anschließend setzte er sein Studium von 1977 bis 1983 an der Kunstakademie Düsseldorf fort. Er war dort Meisterschüler in der Meisterklasse von Günther Uecker. 1982 erhielt er das P.S. 1 Stipendium verbunden mit einem sechsmonatigen Atelieraufenthalt in  New York. 1995 hielt Klaus Schmitt sich zwei Monate mit dem Projekt Transfer 3 in Italien auf. 2006 wurde er in den Vorstand des Kunstvereins Mönchengladbach berufen und kuratiert für diesen seither das Ausstellungsprogramm.
Klaus Schmitt ist Mitglied im Deutschen Künstlerbund. Er lebt und arbeitet in Mönchengladbach.

## Werk
In seinen Arbeiten sucht er eigenständige ambivalente Bildstrukturen, die durch Zufall und geplantes Vorgehen entstehen. Kennzeichnend für seine Arbeiten sind die Farblinien, die die Bildfläche senkrecht, waagerecht und diagonal durchziehen. Durch die Knotenpunkte entstehen Flächen, in denen sich die Linearität auflöst. Als Bildhauer ergänzt er diese Vorgehensweise dreidimensional, durch „Räume“. Schmitt zählte in den frühen 1980er-Jahren zu jenen Künstlern, die entgegen den Strom der figurativen Malerei weiter an den Grundfragen von Malerei und Raum arbeiteten. Konsequent entwickelte er seine Malerei aus Konstellationen von Farbbalken und scheinbar improvisierten Rauminstallationen aus Holzbalken und Flächen; Farben und Konstruktion definierten auf ihre Weise den Raum.
2020 erhielt Klaus Schmitt den CityARTists-Preis des NRW KULTURsekretariats.

## Stipendien
- 1982: PS1 New York (USA)
- 1995/1996: Transfer Modena (Italien)
- 2005: Arbeitsstipendium Kunstfonds
- 2009: Katalogförderung Kunstfonds
- 2012: Residenz Stichting IK (Niederlande)
- 2019: „CityARTist“-Preis Kultursekretariat NRW
- 2020/2023: Arbeitsstipendium Kunstfonds Neustart Kultur

## Einzelausstellungen
- 1982         Galerie Löhrl (Förderkoje Art-Düsseldorf)
- 1983         Stadt. Galerie Regensburg (Katalog)
- 1988         Neuer Aachener Kunstverein
- 1990         Galerie Ursula Walbröl Düsseldorf
- 1993         Dortmunder Kunstverein
- 1995         Städt. Galerie Villa Zanders Bergisch-Gladbach (Katalog)
- 1996         Torre dell Uccelliera Museo Civico Carpi / Modena Italien
- 1998         Galerie Erhard Klein Bad Münstereifel
- 2000         Galerie Heinz Holtmann Köln
- 2002         Deutsche Werkstätten Hellerau Dresden
- 2004         Bundesministerium für Verkehr Bonn und Berlin
- 2004         Museum Katharinenhof Kranenburg
- 2005         MMIII Kunstverein Mönchengladbach
- 2006         Kunsthaus Villa Jauss Oberstdorf (Katalog)
- 2006         Galerie Christian Lethert Köln
- 2008         Mies-van-der-Rohe-Haus Berlin (Katalog „Early Bird“)
- 2011         Rheingalerie Bonn (Katalog „Masterplan“)
- 2012         Stichting IK Vlissingen NL (Katalog)
- 2014         Villa V. Viersen (Katalog)
- 2015         Städt. Galerie Schloss Borbeck Essen (Katalog „7“)
- 2017         DeDrom Kulturbahnhof Kröpelin (Katalog „Unschärfe“)
- 2018         Stadtkirche Ratingen
- 2021         MMIII Kunstverein Mönchengladbach (Katalog „66“)

## Ausstellungsbeteiligungen
- 1980         Kunstverein Brühl (Katalog)
- 1982         PS1 New York USA
- 1983         Neuer Berliner Kunstverein (Katalog „Generics“)
- 1985         Kunst- und Museumsverein Wuppertal (Katalog „Möbel“)
- 1986         Museum und Kunstverein Gelsenkirchen (Katalog)
- 1988         Künstlerwerkstatt Lothringerstrasse München (Katalog)
- 1993         Museum Dunikowski Warschau PL (Katalog)
- 1995         Kunstpalast Ehrenhof Düsseldorf (Katalog)
- 1996         Ludwig Forum Aachen (Katalog)
- 2002         Isola Bella Lago Maggiore Italien
- 2006         Galerie Erhard Klein und Christian Lethert Bad Münstereifel
- 2009         Museum Pfalzgalerie Stiftung Lenhardt (Katalog)
- 2010         Museum Liner Appenzell CH (Katalog „Wasser-Farbe“)
- 2011         Kulturfabrik Pasing München (Katalog)
- 2012         Stadtgalerie Salzburg A (Katalog)
- 2012         Museum Villa Zanders Bergisch Gladbach (Katalog „Reloaded“)
- 2012         Skulpturenpark Haus Beda Bitburg (Katalog „Die andere Seite“)
- 2013         Bonner Kunstverein (Katalog Editionen Erhard Klein)
- 2013         Richard Heizmann Museum Niebüll
- 2017         Kunstverein Lüneburg
- 2019         Brühler Kunstverein
- 2020         Universität Bonn (Katalog)
- 2022         Städt. Galerie Viersen
- 2022         Schloss Ringenberg (Katalog)
- 2022         Museum Goch (Katalog „Slg Neumann“)
- 2022         Artphy Onstwedde Groningen NL (Katalog)
- 2023         Museum Schloss Rheydt (25 Jahre c/o)
- 2023         Space-O Düsseldorf
- 2023         Stadtbibliothek   Mönchengladbach
- 2024         Hansaallee 190 Düsseldorf (Pade e.V.)
- 2024         BIS-Zentrum Mönchengladbach

## Werke in Museen
- Suermondt-Ludwig Museum Aachen, Sammlung Trude und Peter Lacroix
- Museum Ludwig Köln, Sammlung Speck
- Kunstmuseum Bonn, Sammlung Dorothee von Stetten
- Museum Liner Appenzell
- Museum Goch Sammlung Hiltrud Neumann
- Museum Katharinenhof Kranenburg
- Museum Villa Zanders Bergisch-Gladbach
- Museum Pfalzgalerie Kaiserslautern Sammlung Lenhardt
- Richard Haizmann Museum Niebüll

## Werke in Sammlungen
- St. Gereon Mönchengladbach-Giesenkirchen
- Bundesministerium für Verkehr
- Bayer Forschungszentrum Wuppertal
- Nomos Glashütte
- Friedrich Foundation Bonn und Weidingen
- Sammlung Erika und Rolf Hoffmann Berlin
- Magda und Karl van Suntum Hohen-Neuendorf
- Diakonie Düsseldorf-Kaiserswerth
- Medizentrum Mönchengladbach-Rheydt
- WEKO Mönchengladbach

## Belege
1. ↑  kuenstlerbund.de: Mitglieder "S" / Klaus Schmitt (abgerufen am 25. Januar 2016)

| Personendaten    | Personendaten                          |
| ---------------- | -------------------------------------- |
| NAME             | Schmitt, Klaus                         |
| KURZBESCHREIBUNG | deutscher Künstler, Maler und Grafiker |
| GEBURTSDATUM     | 1955                                   |
| GEBURTSORT       | Korschenbroich                         |